# Gendarmenmarkt
Gendarmenmarkt er en plads beliggende i det centrale Berlin. Her ligger de to protestantiske kirker Französischer Dom til højre og Deutscher Dom til venstre, samt arkitekten Karl Friedrich Schinkels Schauspielhaus, det nuværende Konzerthaus Berlin. Bygningerne blev næsten totalt ødelagt under 2. verdenskrig, men er nu genopført.
52°30′49″N 13°23′34″Ø / 52.51361°N 13.39278°Ø